# 블라디슬라프 가브리코프
블라디슬라프 안드레예비치 가브리코프(러시아어: Владисла́в Андре́евич Га́вриков, 1995년 11월 21일~)는 러시아의 아이스하키 선수로 포지션은 수비수이다. 현재 내셔널 하키 리그(NHL)의 로스앤젤레스 킹스 소속으로 뛰고 있으며 이전에 콘티넨탈 하키 리그(KHL)의 팀인 로코모티프 야로슬라블, SKA 상트페테르부르크, NHL의 콜럼버스 블루재키츠소속으로 활동했다. 그는 2015년에 NHL 드래프트에서 콜럼버스 블루재키츠의 지명을 받았다.
카프리조프는 러시아 아이스하키 국가대표팀의 일원으로 2018년 동계 올림픽에서 금메달을 획득했으며 세계 선수권 대회에 3회 참가하여 동메달 2개를 획득했다.